# Rete tranviaria di San Pietroburgo
La rete tranviaria di San Pietroburgo è la rete tranviaria che serve la città russa di San Pietroburgo. È composta da quaranta linee.